# Листопадова революція
Листопадова революція 1918 р., (нім. Novemberrevolution) — революція в листопаді 1918 року в Німецькій імперії, однією з причин якої стало наростання соціальної напруги і важкість економічного життя. Революція призвела до встановлення в Німеччині режиму парламентської демократії, відомої як Веймарська республіка.

## Історія

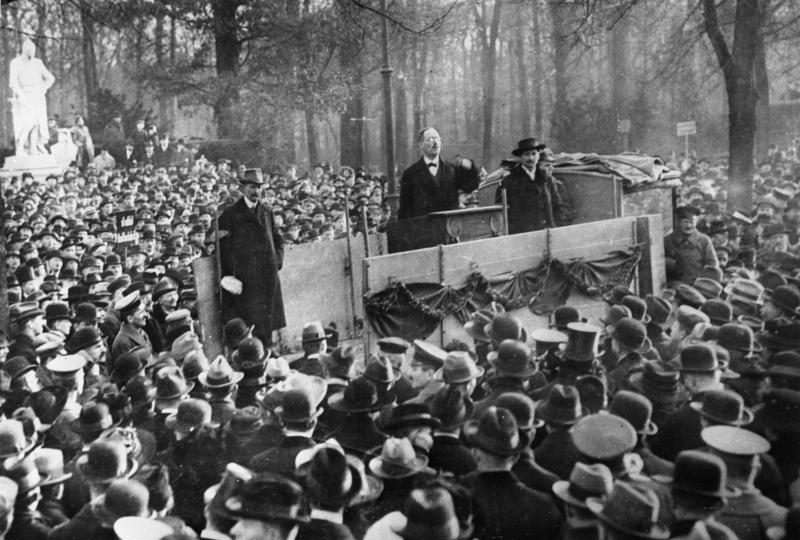
Виступ Карла Лібкнехта в Берліні. Грудень 1918

Правлячі кола країни напередодні поразки провели деяку урядову реорганізацію. До складу нового уряду були введені соціал-демократи. Із в'язниць звільнили одного з лідерів лівих соціал-демократів Карла Лібкнехта та інших політичних в'язнів. За допомогою реформ уряд намагався запобігти революційному вибуху.
Незважаючи на це, ліві соціал-демократи закликали до повалення уряду і розриву з центристами в соціал-демократичному русі. У жовтні 1918 р. конференція лівих соціал-демократів (Союз Спартака) висунула програму з вимогами повалення монархії, припинення війни, проголошення демократичних прав і свобод, створення умов переходу до соціалістичної революції.
Почалась революція з повстання матросів у Вільгельмсгафені та Кілі, а за декілька днів охопила всю Німеччину. 9 листопада 1918 кайзер Вільгельм II під тиском начальника генштабу Вільгельма Ґренера, який вважав продовження воєнних дій безглуздим, був змушений відректися від престолу та втікати з країни. До влади прийшли представники соціал-демократичної партії (СДПН).
Комуністи на чолі з Карлом Лібкнехтом та Розою Люксембурґ, які вимагали розгортання революції та проголошення в Німеччині радянської влади, підняли бунт в січні 1919 проти соціал-демократів. Виникла реальна загроза громадянської війни. Бунт зупинили загони фрайкора під керівництвом Густава Носке, Лібкнехт і Люксембург були вбиті без суду.
У Баварії революція привела до виникнення незалежної Баварської (голова Курт Ейснер), а потім Баварської Радянської республіки (Ернст Толлер), яку теж розгромили армією і загонами фрайкора.
Формально революція завершилась 11 серпня 1919 проголошенням Веймарської республіки.